# Mesosmittia maculosa
Mesosmittia maculosa är en tvåvingeart som beskrevs av Lehmann 1981. Mesosmittia maculosa ingår i släktet Mesosmittia och familjen fjädermyggor.
Artens utbredningsområde är Kongo. Inga underarter finns listade i Catalogue of Life.